# Международный аэропорт имени Маллама Амину Кано
Международный аэропорт имени Маллама Амину Кано (англ. Mallam Aminu Kano International Airport, хауса Filin Jirgin Saman Mallami Aminu Kano)(ИАТА: KAN, ИКАО: DNKN) — международный аэропорт, обслуживающий Кано, столицу одноименного штата в Нигерии. До обретения независимости аэропорт был базой Королевских ВВС Великобритании. Является главным аэропортом, обслуживающим северную Нигерию. Назван в честь политика Амину Кано. В аэропорту есть международный и внутренний терминалы. 23 мая 2011 года был открыт новый внутренний терминал. В 2009 году аэропорт обслужил 323 482 пассажира. Основная часть международных рейсов обслуживает большую суданскую общину в Кано и мусульманских паломников в Мекку.

## История

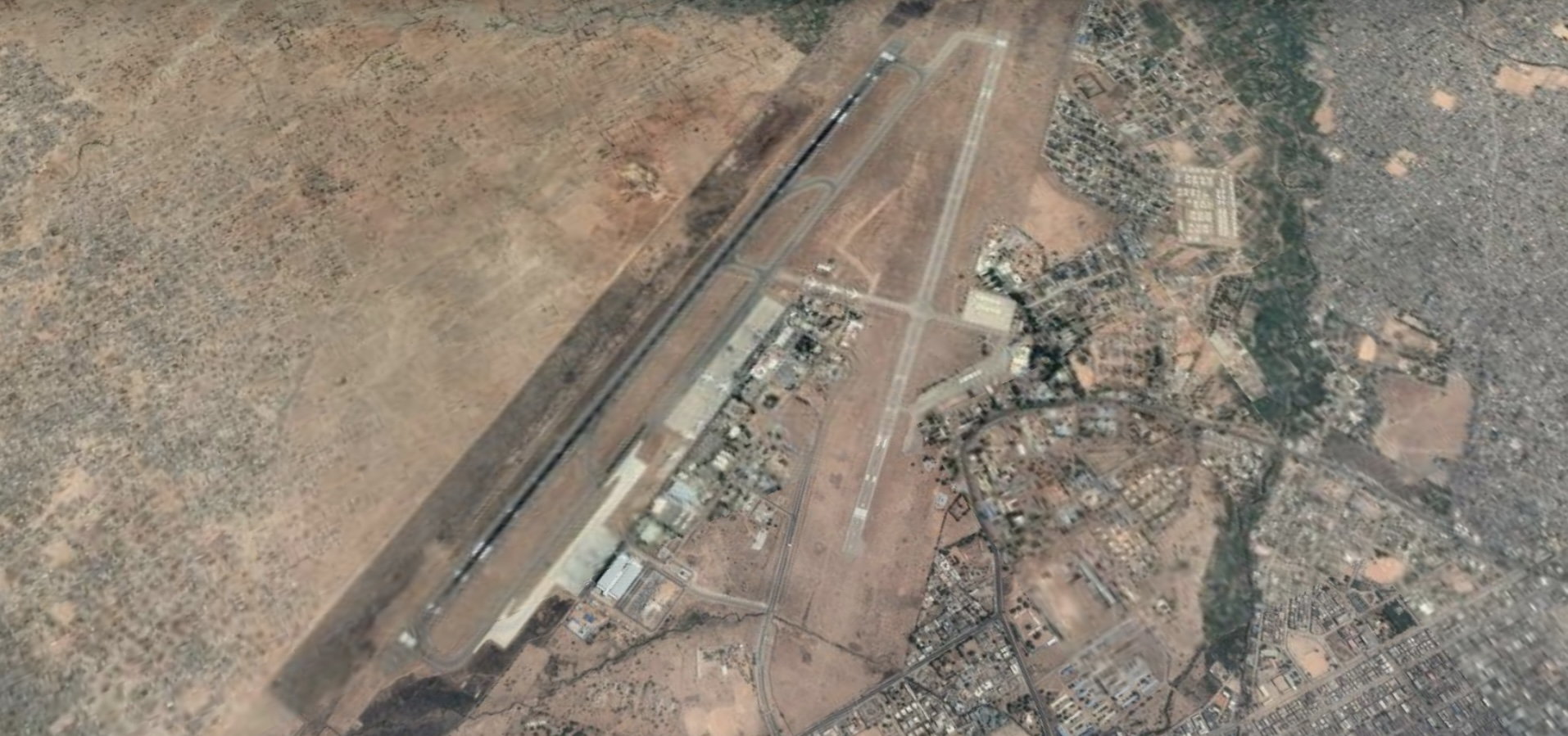
Вид на аэропорт с воздуха

Аэропорт является старейшим в Нигерии. Первый самолет, приземлившийся в Нигерии, приземлился в Кано в 1922 году, а регулярные рейсы начались в 1936 году. В первые десятилетия работы он стал важной заправочной остановкой для авиакомпаний, выполняющих дальнемагистральные рейсы между Европой и Африкой. Более новым самолетам не требовались такие остановки для дозаправки, и с упадком экономики Кано в конце 20 века многие международные авиакомпании прекратили обслуживание аэропорта. Когда они на неопределенный срок приостановили рейсы в Кано в июне 2012 года, KLM была единственной европейской авиакомпанией, обслуживающей Кано, что они делали без перерыва с 1947 года.

## Характеристики
Аэропорт обслуживает гражданские и военные рейсы. Взлетно-посадочная полоса 06/24 в основном используется для гражданских рейсов, а взлетно-посадочная полоса 05/23 в основном обслуживает базу ВВС Нигерии, расположенную в южной части аэропорта. Взлетно-посадочная полоса 05/23 использовалась для всех операций, когда основная взлетно-посадочная полоса была отремонтирована в начале 21 века. Терминалы находятся между двумя взлетно-посадочными полосами.
На поле рядом с аэропортом расположены системы VOR/DME и приводная радиостанция.
Главный терминал с диспетчерской вышкой обслуживает международные и внутренние рейсы, выполняемые Arik Air. Удобства в зале вылета минимальны, рядом со стойкой регистрации есть газетный киоск и небольшой бар. Для пассажиров бизнес-класса есть небольшой VIP-зал. В настоящее время магазины беспошлинной торговли закрыты. В зале прибытия есть небольшой бар и почтовое отделение. На южной стороне аэропорта, вдоль взлетно-посадочной полосы 06/24, находится внутренний терминал, который в настоящее время обслуживает рейсы IRS Airlines. Услуги включают газетный киоск и небольшой бар. Строительство нового внутреннего терминала, примыкающего к основному зданию аэровокзала, началось в начале 21 века. Строительство было остановлено, но возобновлено. Оператор аэропорта, Федеральное управление аэропортов Нигерии, завершило строительство нового терминала в ноябре 2009 года. Он был введен в эксплуатацию в мае 2011 года.

## Пассажиропоток
Ниже приведена информация о количестве пассажиров, прибывающих в аэропорт, согласно сводным отчетам Федерального управления аэропортов Нигерии.
Данные из запроса в Викиданные.

## Авиакатастрофы и происшествия
- 24 июня 1956 года четырехмоторный авиалайнер Canadair C-4 Argonaut авиакомпании BOAC разбился при вылете из аэропорта. Из 45 пассажиров и членов экипажа, находившихся на борту, выжили только 13 человек.
- 22 января 1973 года Boeing 707-320C авиакомпании Alia разбился в аэропорту при попытке совершить посадку при сильном ветре. 176 из 202 пассажиров и членов экипажа на борту погибли. Это была и остается крупнейшая авиакатастрофа в истории Нигерии.
- 31 марта 1992 года Boeing 707 авиакомпании Trans-Air Service выполнял грузовой рейс из аэропорта Люксембурга в международный аэропорт Кано, Нигерия. Во время полета над Францией 31 марта 1992 года у самолета, выполнявшего рейс, в полете произошло отделение двух двигателей на правом крыле. Несмотря на повреждения самолета, пилоты смогли совершить аварийную посадку на авиабазе Истр-ле-Тюбе в Истре, Франция. Все пятеро пассажиров самолета выжили; однако самолет был поврежден и не подлежал ремонту из-за пожара на правом крыле.
- 4 мая 2002 г. двухмоторный реактивный самолет BAC 1-11-500 авиакомпании EAS Airlines, разбился при взлете из аэропорта Кано, в результате чего погибли 73 пассажира и члены экипажа, находившиеся на борту, а также еще 30 человек на земле[17].